# Proteinschaummittel
Das Proteinschaummittel ist ein Schaummittel zur Erzeugung von Löschschaum, der von der Feuerwehr zur Brandbekämpfung benutzt wird. Es ist auf wasserlöslichen Eiweißprodukten aufgebaut.

## Herstellung, Aufbau
Proteinschaummittel sind dunkelbraune Flüssigkeiten. Als das älteste Schaummittel für Löschzwecke im Luftschaumverfahren wurde es früher aus tierischen Abfällen, wie Hornspänen, Hornmehl, Haaren oder Federn hergestellt. Neben der Gefahr von Infektionen wurde es gerne von Bakterien zersetzt und war dadurch nur begrenzt haltbar. Die heutigen Proteinschaummittel haben sich wesentlich weiterentwickelt, so dass sie nicht mehr mit früheren Produkten verglichen werden können, werden aber noch auf gleicher Grundlage hergestellt und dürfen noch immer als „auf natürlicher Basis“ gekennzeichnet werden. Dennoch sollte man vermeiden, dass das Schaummittel mit Wunden in Berührung kommt.
So werden heute Fluorproteinschaummittel („FP“) hergestellt, in welchen Fluortenside die Fließeigenschaften erheblich verbessern. Diese wurden in filmbildende Fluor-Protein-Schaum („FFFP“) weiterentwickelt, die wie AFFF-Schaummittel auf unpolaren Flüssigkeiten einen gasdichten Flüssigkeitsfilm ausbilden.

## Anwendung
Die Proteinschaummittel gelten als die Schaummittel mit der besten Haftwirkung, sie können aber nur als Schwerschaum verwendet werden. Sie sind aber empfindlich gegenüber hohen Temperaturen, welche die Proteine denaturieren und dadurch zerfallen. Der fertige Schaum verfügt jedoch über eine sehr gute Hitzebeständigkeit.
Wenn nur gute Fließfähigkeit und Filmbildung erforderlich sind, können FFFP Schaummittel notfalls auch unverschäumt ausgebracht werden.
Proteinschaummittel wird von den öffentlichen Feuerwehren heute kaum mehr eingesetzt, sie haben es normalerweise auch nicht vorrätig. Öfter kommen Proteinschaummittel bei Werkfeuerwehren zum Einsatz.
Die Zumischrate beträgt meist zwischen 3 % und 6 %.

### Sub Surface
Fluorierte Proteinschaummittel (FP und FFFP) eignen sich für das „Base-Injection“-Verfahren (auch „Sub Surface“) zur Brandbekämpfung bei Mineralöltanks: der fertige Schaum wird dabei unten in den Tank eingespeist und steigt entweder frei durch die Flüssigkeit oder durch einen Schlauch bis an die Oberfläche auf. Durch die lipophobe Wirkung der Fluortenside belädt sich der Schaum dabei kaum mit Brennstoff, wie es bei unfluorierten Protein- und Mehrbereichsschaummitteln der Fall wäre. Dadurch kann ein guter Löscherfolg erzielt werden – anhaftendes Brandgut würde sonst auf der Schaumoberfläche weiterbrennen und den Schaum zerstören.